# Pseudaletia convecta
Pseudaletia convecta är en fjärilsart som beskrevs av Walker 1857. Pseudaletia convecta ingår i släktet Pseudaletia och familjen nattflyn. Inga underarter finns listade i Catalogue of Life.